# 4DX

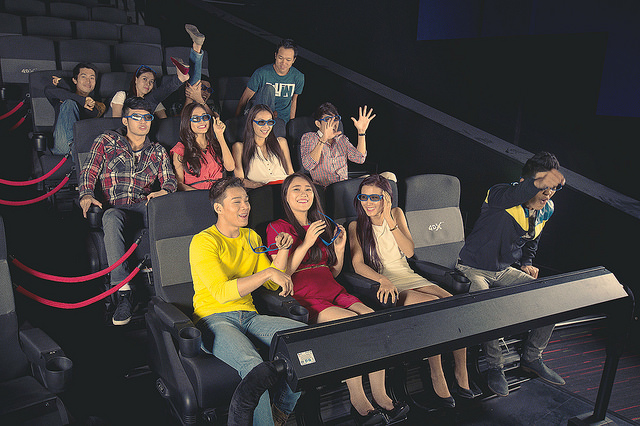
Cinema 4DX no Vietname

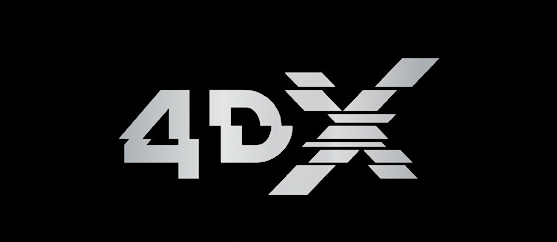
Logótipo 4DX

4DX é uma tecnologia cinematográfica desenvolvida pela empresa Sul-coreana 4DPLEX, parte da corporação CJ Group. O 4DX permite que uma apresentação de película seja aumentada com efeitos ambientais , tais como o movimento das cadeiras, vento, chuva, nevoeiro, luzes e aromas, juntamente com o vídeo e áudio padrão. Como tal, os teatros devem ser especialmente concebidos e equipados com tecnologia 4DX. A experiência foi introduzida comercialmente em 2009 com o lançamento do filme Viagem ao Centro da Terra em Seul, Coreia do Sul.

## História
O 4DX foi lançado por uma cadeia de cinemas sul coreana, a CJ CGV com a estreia do filme Viagem ao Centro da Terra, da New Line Cinema, em Seul, em 2009. Em 2010, depois da tecnologia ter-se mostrado um sucesso com a versão 4DX de Avatar, a CGV expandiu mais cinemas da Coreia do Sul. A empresa abriu a sua primeira sala de cinema 4DX na China a 14 de abril de 2012, com a estreia de Titanic em 3D e no Vietname a 21 de janeiro de 2014, com a estreia de I, Frankenstein, como parte da conclusão da fusão com a Megastar Cinemas.
A 2 de junho de 2011, a cadeia de cinemas mexicana, Cinépolis, investiu $25 milhões e fez uma parceria com o CJ Group para abrir até 11 salas de cinema 4DX. A primeira sala de cinema 4DX abriu na Centro Comercial Plaza Acoxpa na Cidade do México, com a estreia de Pirates of the Caribbean: On Stranger Tides, da Disney, sendo o primeiro cinema 4DX da América do Norte e Hemisfério Ocidental. A empresa tem-se expandido por mais cinemas na América do Sul com as estreias de Prometheus e a Idade do Gelo: Deriva Continental, a 1 de julho de 2012 no Brasil, A Origem dos Guardiões, da DreamWorks Animation, a 12 de dezembro de 2012, no Peru, e Despicable Me 2, a 5 de julho de 2013, na Colômbia. A empresa abriu sua primeira sala de cinema na Guatemala a 17 de dezembro de 2013, com a estreia de O Hobbit: A Desolação de Smaug, como o primeiro cinema 4DX da América Central. A empresa abriu o seu primeiro cinema 4DX na Índia em 2014. Na Costa Rica, a empresa abriu o seu primeiro cinema 4DX a 14 de setembro de 2014, com a estreia de The Maze Runner.
Em 2012, a CNN Travel declara os cinemas CGV Gangbyeon 4DX como um dos melhores do mundo.
O filme Transformers: Dark of the Moon, da Paramount Pictures, levou à abertura de novas salas 4DX no Major Cineplex, a 19 de junho de 2011, na Tailândia e no Cinema Park, a 22 de dezembro de 2012, na Rússia.
A Cinema City inaugurou a sua primeira sala 4DX em Israel, a 19 de julho de 2012, no cinema Yes Planet Rishon Lezion, com a estreia de O Incrível Homem-Aranha. A empresa abriu novas salas 4DX por toda a Europa. Na Hungria, a 21 de março de 2013 com a estreia de Os Croods, na Bulgária e República Checa, a 22 de maio de 2013, e 23 de maio de 2013, respectivamente, ambas com a estreia de Fast & Furious 6, na Polônia, a 22 de novembro de 2013, com a estreia de The Hunger Games: Catching Fire, e na Roménia (Bucareste), em meados de maio de 2015, com a estreia de "Mad Max: Fury Road (mais duas salas de cinema estão planeadas em Constanța e Timișoara). A 26 de abril de 2013, a cadeia japonese de cinemas, Korona World, abriu a sua primeira sala de cinema 4DX em Nagoya, com a estreia de Homem de Ferro 3.
A 6 de maio de 2013, a CGV lançou um novo trailer do 4DX, protagonizado por Lee Byung-hun.
A 12 de junho de 2013, a cadeia cinemas de Taiwan, Vieshow Cinemas, abriu a sua primeira sala, com a estreia de Man of Steel.
A 19 de julho de 2013, a Cine Hoyts abriu a sua primeira sala 4DX em La Reina, Chile, com a estreia de Turbo.
A partir de agosto de 2013, a tecnologia 4DX alcançou mais de 10.000 lugares em 16 países e 58 cidades.
A 23 de agosto de 2013, a companhia indonésia Blitzmegaplex abriu sua primeira sala de cinema 4DX com a estreia de Percy Jackson: Mar de Monstros.
A venezuelana Cinex abriu a sua primeira sala de cinema a 21 de dezembro de 2013, com a estreia de Frozen.
A 28 de setembro de 2013, a UME Internacional Cineplex abriu um novo cinema 4DX em Chongqing, com a estreia de Jurassic Park 3D.
A 12 de dezembro de 2013, a cadeia de cinemas croata Blitz-CineStar abriu a sua primeira sala 4DX com as estreias de O Hobbit: A Desolação de Smaug e Frozen.
A cadeia de cinemas ucraniana Planet Kino abriu a sua primeira sala 4DX com a estreia de O Hobbit: A Desolação de Smaug, a 18 de dezembro de 2013, utilizando as novas cadeiras pretas compactas.
A VOX Cinemas abriu o seu primeiro cinema 4DX nos Emirados Árabes Unidos, a 22 de dezembro de 2013.
A 24 de março de 2014, a CJ 4DPlex assinou um contrato com a AEG para trazer a tecnologia para os Estados Unidos, como o primeiro cinema 4DX do pais. É aberto no cinema Regal Cinemas L. A. Live Stadium 14  em Los Angeles, operado pelo Regal Entertainment Group, a 26 de junho de 2014, com Transformers: a Idade de Extinção. "Los Angeles foi a escolha natural para nós, tornando-a o primeiro local dos EUA com 4DX", disse Byung Hwan Choi, presidente do CJ 4DPlex "Queríamos trazer essa experiência para onde toda a magia do cinema acontece. Com a AEG, dono dos melhores recintos de entretenimento como nosso parceiro estratégico, estamos muito ansiosos para receber o nosso público para uma experiência de cinema nunca antes vista nos Estados Unidos". Foi projectado com Capitão América: The Winter Soldier, da Marvel Studios e, mais tarde, estreou com Transformers: a Idade de Extinção, da Paramount Pictures. No dia da abertura, todas as sessões 4DX tiveram lotação esgotada.
A 30 de abril de 2014, o Ayala Malls Cinema inaugurou a primeira sala 4DX nas Filipinas com a estreia de The Amazing Spider-Man 2.
A 2 de setembro de 2014, a revista Variety relatou sobre o sucesso da tecnologia nos Estados Unidos e que atualmente está em conversações com outras cadeias de cinema, apesar de ainda não terem sido feitos quaisquer negócios.
A 20 de novembro de 2014, a cadeia de cinemas internacional sediada no México Cinepolis inaugurou a primeira tela compatível com 4DX na Índia, em Thane, Maharashtra.
A 30 de janeiro de 2015, a Cineworld inaugurou o seu primeiro cinema 4DX do Reino Unido em Milton Keynes, com a estreia do Kingsman: O Serviço Secreto. A dia 22 de outubro daquele ano, tornaram o seu cinema em Sheffield o segundo cinema 4DX britâbnico, com um terceiro aberto recentemente a 29 de abril de 2016 em Stevenage.

## Descrição
Uma sala de cinema pode ser construídos ou adaptados com equipamentos especiais para suportar as características 4DX, que incluem:
- Cadeira de movimento (inclinação, rotação, agitação)
- Vibração
- Aparelhos de cócegas (pernas e costas)
- Ar facial
- Spray de água
- Vento
- Relâmpagos
- Nevoeiro
- Aromas
- Chuva
- Bolhas
- Tempestade
- Neve

Para um filme poder utilizar os recursos 4DX disponíveis numa sala de cinema, uma "faixa" 4DX precisa de ser programado por cima das faixas de áudio e vídeo existentes. Por outras palavras, um filme 4DX é um filme padrão com a adição de um faixa 4DX que controla os recursos 4DX durante a reprodução. A programação da faixa é feito pela CJ 4DPlex, a subsidiária do CJ CGV, que desenvolveu a tecnologia, em alguns casos com a participação do estúdio que produziu originalmente o filme original. Programar uma 4DX faixa num filme geralmente demora menos de um mês.

## Localização de cinemas com salas 4DX
Em Dezembro de 2017, a tecnologia 4DX estava activa em 40 países: México, China, Coréia, Japão, Rússia, Chile, Brasil, Tailândia, Indonésia, Emirados Árabes Unidos, Colômbia, Ucrânia, Taiwan, Vietname, Venezuela, Guatemala, Bulgária, Israel, República Checa, Croácia, Peru, Polônia, Hungria, Filipinas, Estados Unidos, Camboja, Costa Rica, Índia, Hong Kong, Reino Unido, Suíça, Roménia,Trinidad, Eslováquia, Alemanha, Panamá, Peru, República da África do Sul e Portugal, com novas salas de cinema a serem preparados na Itália, Espanha, Dinamarca, Malásia, Escócia, França, Austrália, Angola e Canadá.

## Parceiros 4DX
Em março de 2016, o CJ 4DPlex tem parceria com as seguintes cadeias de cinemas:
- CJ CGV (Coreia do Sul / China / Vietname)
- Cinépolis (India / Guatemala / Costa Rica / Brasil / Colombia / Panamá / Peru / México)
- PVR Cinemas (Índia)
- Wanda Cinemas (China)
- Major Cineplex (Tailandia / Camboja)
- Cinema Park (Russia)
- Yes Planet (Israel)
- Korona World (Japão)
- Cinema City (Hungria / República Checa / Polónia / Bulgária / Roménia)
- Vieshow Cinemas (Taiwan)
- Cine Hoyts (Chile)
- UME International Cineplex (China)
- Wushang Mall International Cinema (China)
- BAIYU Cinema (China)
- CGVblitz (Indonésia)
- Cinex (Venezuela)
- Planeta Kino (Ucrânia)
- VOX Cinemas (Emirados Árabes Unidos / Omã)
- AEG / Regal Entertainment Group (Estados Unidos da América)
- Ayala Malss Cinemas (Filipinas)
- Cinema Sunshine (Japão)
- Cineworld (Reino Unido)
- UCI (Brasil)[45][46]
- Cinema City (Hong Kong)
- Orange Sky Golden Harvest Cinemas (Hong Kong)
- Arena Cinemas (Suiça)
- Nu Metro Cinemas (África do Sul)
- Cinemas Cinemax (Angola)[47]
- Caribbean Cinemas (Porto Rico)[43]
- Cinemas NOS (Portugal)
- Cineplex Entertainment (Canadá)